# Дженсен, Ларсен
Ларсен Дженсен (англ. Larsen Jensen; род. 1 сентября 1985 года, Бейкерсфилд, Калифорния) — американский пловец. Специализировался в плавании вольным стилем на средних дистанциях (200, 400, 800, и 1500 метров).
Дебютировал в составе сборной США на чемпионате мира 2003 года. Обладатель серебряной награды олимпийских игр 2004 года в заплыве на 1500 метров вольным стилем, а также обладатель бронзовой награды олимпийских игр 2008 года в заплыве на 400 метров вольным стилем.
Ушёл из большого спорта в 2008 году.

## Личные рекорды
- 400 метров вольным стилем: 3:42,78
- 1500 метров вольным стилем: 14:45,29
[2]